# 절면

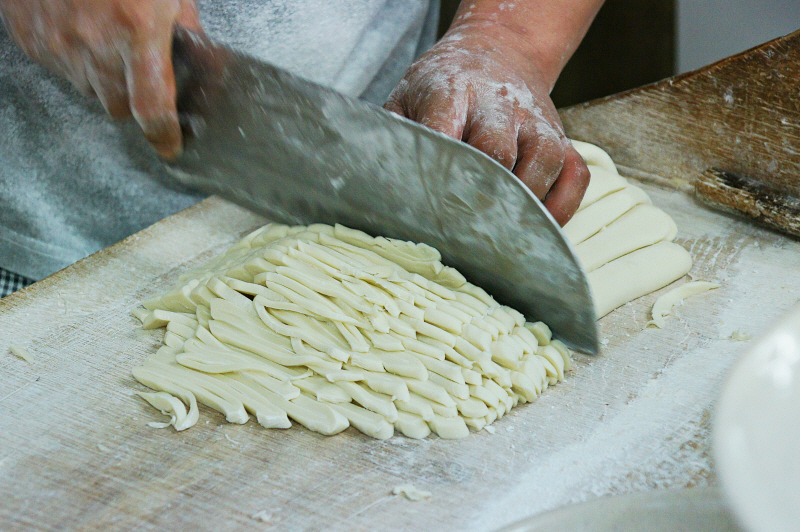
절면 (한국의 칼국수 만들기)

절면(切麵)은 밀대로 밀어 얇게 만든 반죽을 칼로 썰어 만든 국수이다. 국수 반죽을 양쪽에서 당기고 늘려 만든 납면(拉麵), 밀가루 반죽을 길게 늘려서 막대기에 감아 당긴 후 가늘게 만든 소면(素麵), 국수 반죽을 구멍이 뚫린 틀에 넣고 밀어 끓는 물에 넣어 끓여 만든 압면(押麵) 등과 구분된다.

## 요리
- 다오샤오몐 – 밀가루 반죽을 칼로 대패질하듯 깎아내 만든 국수를 삶아 만든 중국 요리이다.
- 칼국수 – 밀가루 반죽을 방망이로 얇게 밀어서 칼로 가늘게 썰어 만든 국수를 익힌 한국 요리이다.